# Suelo de PVC
El suelo de PVC o suelo vinílico es un tipo de revestimiento plástico continuo utilizado en lugares sin excesivo tránsito que precisan una limpieza frecuente, como laboratorios, o escuelas infantiles. Está fabricado a partir del policloruro de vinilo, conocido abreviadamente como PVC.

## Origen
El suelo de PVC es el sustituto moderno del linóleo, pues su instalación y propiedades son muy similares, siendo el vinilo un material más resistente y duradero, y con un mejor comportamiento ante el fuego.
El vinilo se desarrolla como pavimento a principios de la década de los 50. Inicialmente aparece como simple componente en mezclas heterogéneas fijadas a una base de fieltro. Y ya en 1960 se comercializa en formato de superficie continua (en rollos), pero este material no alcanza su madurez hasta mediados de la década de los 70, con el desarrollo de los suelos de vinilo homogéneos. 
Desde entonces, este tipo de pavimentos ha experimentado un continuo desarrollo con la adición de otros compuestos químicos y diferentes tratamientos superficiales para conseguir mayor resistencia a la abrasión, resistencia a agentes químicos, incombustibilidad, características antideslizantes, o mejoras en el aspecto estético.
Recientemente también han cobrado interés como solución alternativa para el reciclaje de otros materiales de PVC.

## Características
Como ocurre con la mayoría de productos sintéticos, las propiedades de este material pueden variar mucho en función de su composición química y del proceso de fabricación. Sin embargo, como características comunes a los suelos de vinilo o PVC se pueden mencionar la buena resistencia a la abrasión, la impermeabilidad, y la fácil limpieza. El suelo de PVC puede clasificarse en dos grandes grupos: suelo continuo (flexible) y suelo de losetas (rígido). Aunque el PVC no sea un material repelente al agua, su baja porosidad hace que esta se deslice con facilidad por su superficie, lo que permite que esta no sea absorbida.

### Suelo continuo
El suelo continuo se comercializa en forma de rollos de grandes dimensiones, normalmente con anchos de entre 2 y 4m, y longitudes variables (usualmente en torno a 20m, pues longitudes mayores harían muy difícil la manipulación de las piezas).
Estos suelos son calientes y suaves al tacto, y con grosores superiores a los 3mm presentan cierto acolchamiento. Estas características, junto con su fácil limpieza y buena adherencia, los hacen ideales como suelo para niños, por lo que existen en el mercado muchas marcas que ofrecen todo tipo de estampados bien sea con dibujos o imitando todo tipo de materiales y superficies.
Como inconveniente, este tipo de revestimientos no toleran los grandes pesos y se punzonan con relativa facilidad, siendo su reparación costosa, pues para sustituir el trozo dañado es preciso despegar toda la lámina.

### Suelo en loseta
Las losetas de vinilo son rígidas y duras. Frecuentemente el PVC es solo un revestimiento superficial adherido a un soporte de otro material. Sus características son una gran estabilidad frente a diversos agentes químicos, estanqueidad, resistencia a la abrasión, baja conductividad y facilidad de limpieza y mantenimiento. Al igual que los suelos continuos, pueden presentar distintos tipos de colores y dibujos, pero a diferencia de los primeros, usualmente son de colores lisos.

### Suelo SEMIconductivo
Los pisos y pavimentos SEMICONDUCTIVOS son aquellos que permiten evacuar o disipar la tensión estática acumulada para que esta sea inferior a 20 kilovoltios y en consecuencia se elimine el riesgo de chispa.
La descarga electroestática provocada por la actividad humana habitual (caminar, sentarse en sillas, empujar carretillas, u otros objetos, trabajar en bancos de trabajo, etc.) puede crear tensiones estáticas de hasta 20 KV. Este valor parece muy elevado cuando se compara con los 220 V AC de tensión que utilizamos a diario. Las corrientes eléctricas de uso doméstico presentan intensidades altas (que pueden herir) mientras que las corrientes electroestáticas, con un voltaje muy superior, presentan intensidades muy bajas, niveles no perjudiciales para el ser humano.
La sensibilidad del ser humano para estas pequeñas descargas es alrededor de los 3-4.000 V, a este nivel empezamos a sentir el pequeño “pinchazo”, pero incluso voltajes más elevados (20.000 V como indicábamos) no causará efecto serio.
La envainación es aplicada en estos casos por CG y DFF dada la condición de semiconductividad.
La necesidad de realizar suelos semiconductivos es por dos razones: proteger a la gente de explosiones y fuegos (ECF) y proteger equipos o elementos electro sensibles. (DIF) o (ESD)

## Instalación
Los suelos continuos de PVC son láminas muy finas (1-4mm), por lo que pueden colocarse sobre pavimentos preexistentes. Sin embargo, el requisito más importante para conseguir un buen acabado con este material es que el soporte esté bien firme y nivelado. En obras de reforma, si el pavimento preexistente está en buenas condiciones, se aplica una fina base de mortero autonivelante para eliminar cualquier pequeño desperfecto. Si el suelo no está en buen estado es necesario sustituirlo o verter una capa de hormigón. En obra nueva, una práctica común para conseguir una superficie perfectamente lisa y nivelada es colocar primero un suelo de terrazo que posteriormente se pule in situ.
La lámina de PVC se corta a la medida en la propia obra, y se fija al soporte mediante colas. También es posible colocar el PVC sin encolarlo al soporte: para ello se disponen dos láminas distintas, y se encola la superior a la inferior, creando una única lámina que se apoya simplemente en el suelo preexistente. Existen también láminas que encajan entre sí mediante un sistema de click, sin ningún tipo de adhesivo. Las soluciones que no adhieren el pavimento vinílico al soporte son muy adecuada en reformas de locales alquilados, pues es completamente reversible.
El montaje de suelos de losetas o plaquetas no presentan ninguna característica diferencial especial, salvo que al presentarse en formato menores deben ir colocándose y pegándose dichas losetas una a una. De nuevo su instalación dependerá del material de soporte al que vayan unidos.
En ocasiones, tanto en el momento de la instalación como a lo largo de la vida útil del suelo vinílico o PVC, se pueden presentar problemas tales como separación del pegamento si las tuberías de calefacción pasan por debajo, hinchazón en zonas excepcionalmente húmedas (bajos o locales comerciales), etc.